# Geschiedenis van het Amsterdams busnet
Het Amsterdams busnet wordt geëxploiteerd door het GVB. Naast een tram, metro en verennet beschikt Amsterdam ook over een busnet. Voor het huidige busnet en het materieel:
Hieronder een overzicht van de geschiedenis en voorlopers van het Amsterdams busnet van 1665 tot heden.

## Geschiedenis van het Amsterdamse busnet

### Vigilanten en Sleedjes (1665-1839)
In 1665 werd door Christiaan Huygens een plan uitgewerkt om te komen tot een hoofdstedelijke omnibusdienst analoog aan de Fransman Blaise Pascal die van Lodewijk XIV een machtiging kreeg om onder de naam 'Carosse a Cinq Sols' in 1662 in Frankrijk een omnibuslijnennet te mogen exploiteren. In 1675 kwam er alweer een einde aan. Het plan van Christiaan Huygens uit 1665 vond echter geen doorgang.
In die tijd werd het openbaar vervoer in Amsterdam min of meer uitgevoerd met zogenaamde Vigilanten (ook wel brommertjes genoemd naar de Utrechtse stalhouder Brom), vierwielige rijtuigen door een paard voortgetrokken en een koetsier op de bok. Daarnaast waren er de zogenaamde Sleedjes voortgetrokken door een lopende koetsier en niet bepaald comfortabel. Het publiek gaf echter de voorkeur aan de Vigilanten welke echter wel een twee keer zo hoge vrachtprijs hadden als de Sleedjes.

### Omnibussen (1839-1896)
Op 2 september 1839 als gevolg van de opening op 20 september 1839 van de spoorlijn Amsterdam-Haarlem verschenen in Amsterdam dan toch de eerste omnibussen geëxploiteerd door de fa. Jonker & Co die onder de naam Amsterdamsche Omnibus Onderneming achttien lijnen exploiteerde.
In 1875 werd begonnen met het omzetten van de omnibuslijnen in paardentramlijnen.
Toch komt er ook nog uitbreiding van de omnibussen onder meer in de jaren 1880-1882 met buitenlijnen naar Sloterdijk, Watergraafsmeer/Diemerbrug (later beide vervangen door een stoomtram), Amstelveen en Sloten/Hoofddorp. Deze laatste drie waren al snel weer verdwenen.

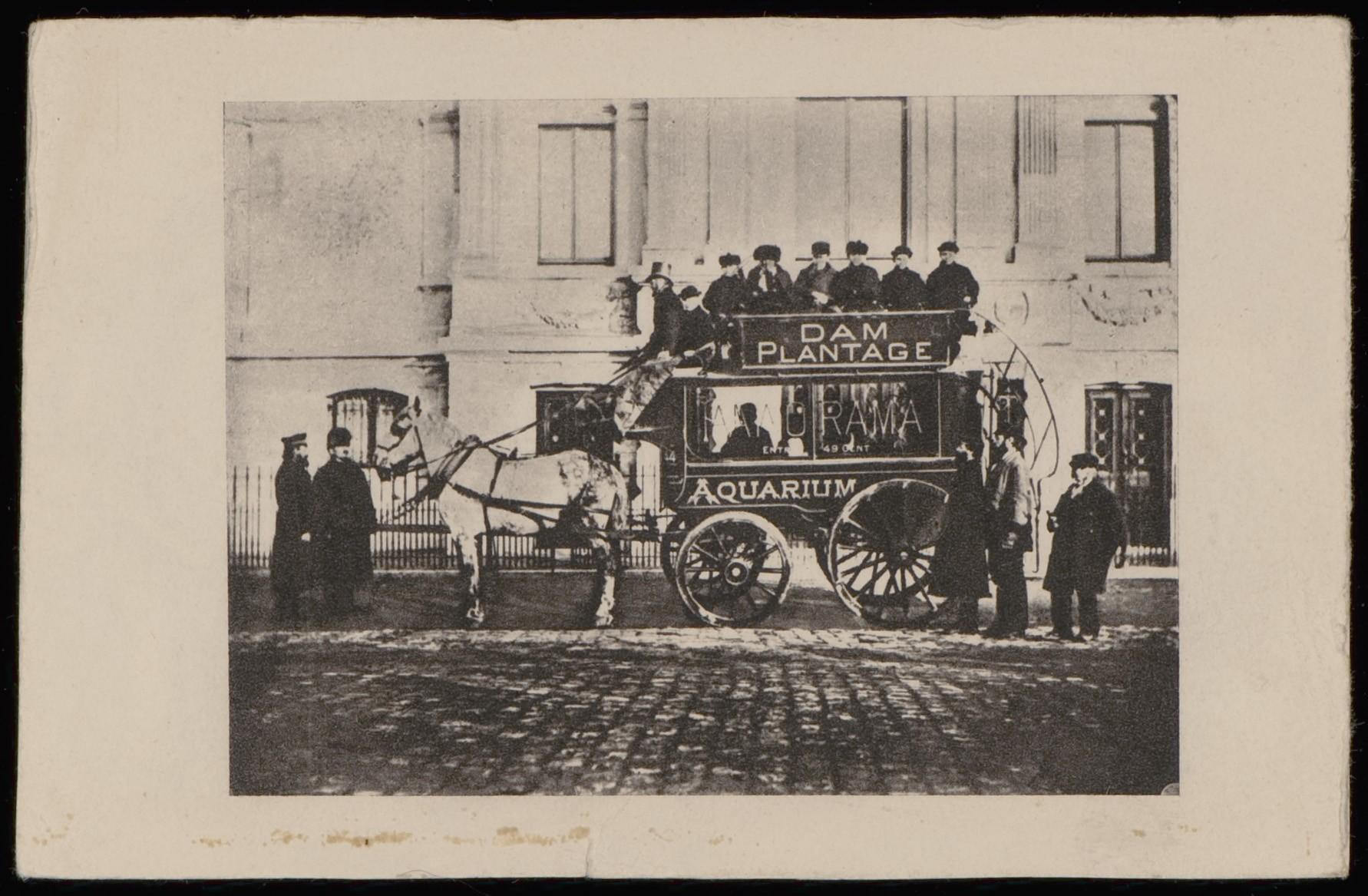
Omnibus van de lijn Dam-Plantage met imperiaal ca. 1890

In 1889 kwam er ook nog concurrentie van de Amsterdamsche Centrale Tramomnibus Maatschappij die vijf concurrerende lijnen met een lager tarief instelde onder meer een ringlijn over de grachten vergelijkbaar met de latere Opstapper/Stop-Go. Na twee jaar was het alweer afgelopen en was het AOM een concurrent kwijt.
Op 10 november 1896 kwam de laatste nieuwe paardentramlijn in dienst en was het afgelopen met de omnibussen.

### Proefbusbedrijf (1908)
De eerste echte gemotoriseerde autobus reed in Amsterdam in 1908. Deze bestond uit twee delen: een gemotoriseerde voorkant, terwijl de achterzijde oorspronkelijk een deel van een paardentram was. Het was nog een experiment, een busdienst onder het lijnnummer 14, door de Jordaan. Na korte tijd werd de dienst weer gestaakt. Het was ook de enige buslijn die een lijnkleur had. De huidige tramlijn 14 heeft, ruim een eeuw later, ook deze lijnkleur.

### De eerste bussen (de jaren twintig)

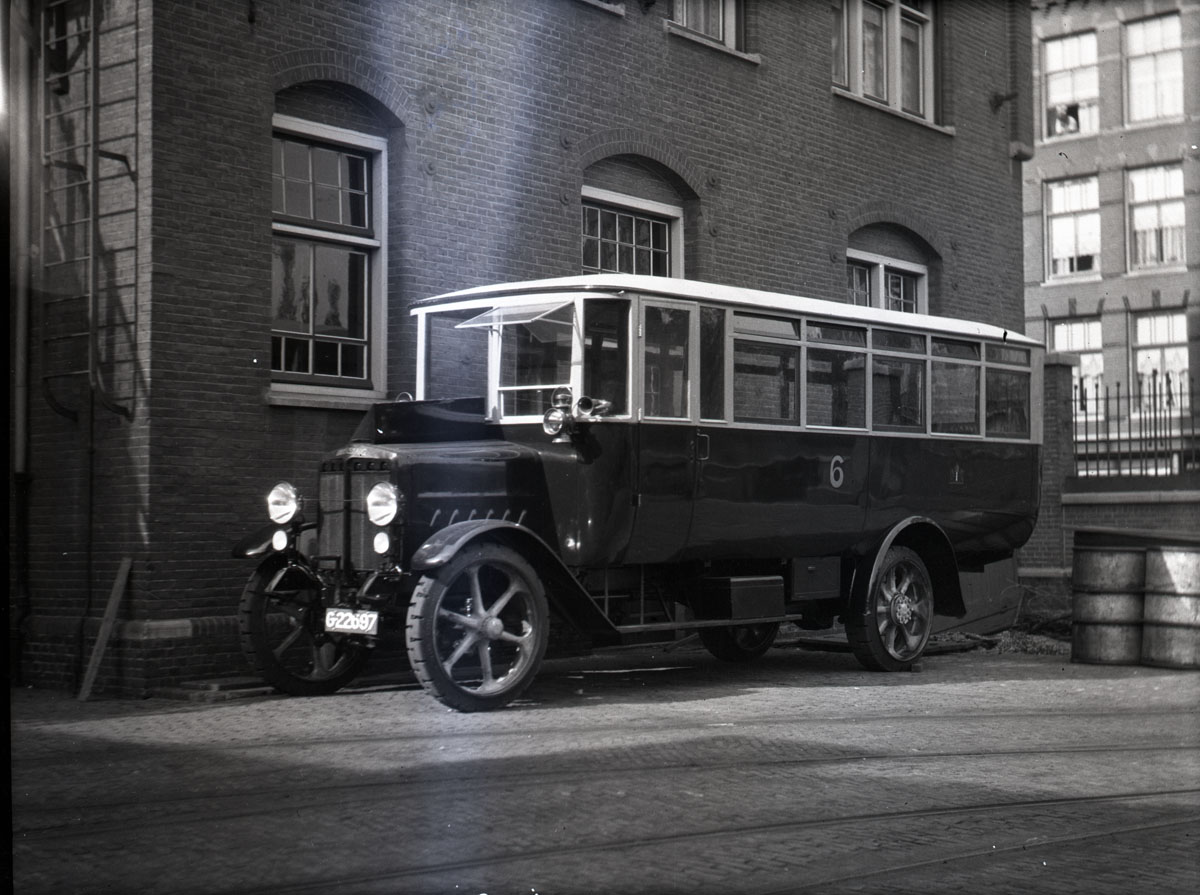
Gemeentetram bus nr. 6; bouwjaar 1922: kenteken: G 22697; buiten dienst 1929, daarna werkmaterieel. Foto genomen bij de Remise Tollensstraat in Amsterdam-West; in 1922.

In 1922 werden er opnieuw busdiensten ingesteld; nu was de autobus ver genoeg ontwikkeld om een rol in het stadsvervoer te gaan spelen. In de jaren twintig en dertig had de bus vooral een functie in die wijken waar de tram niet kon komen, bijvoorbeeld de buurten die door de nog niet hooggelegen spoorbanen in Oost voor de tram onbereikbaar waren, zoals de Watergraafsmeer. Ook in Amsterdam-Noord kwamen busdiensten.
In 1922 verscheen buslijn A die reed van het Leidsche Boschje naar de Watergraafsmeer. De buslijn had als bijnaam de 'kraaienknip' gezien de vele doodgravers die mee reden naar de Oosterbegraafplaats.
In 1924 volgden buslijnen B en C van het Beursplein naar Amsterdam-Noord.
In 1925 volgde buslijn D naar de Watergraafsmeer. Later volgden nog de lijnen E en F in Oost en West.
De Frederik Hendrikbuurt had men willen ontsluiten met een nieuwe busdienst maar de gemeenteraad koos toch voor een verlegging van tramlijn 13 naar het Frederik Hendrikplantsoen. Ook had men plannen het traject van tramlijn 2 in Zuid dat dringend spoorvernieuwing nodig had te vervangen door buslijn E, maar ook hier stak de gemeenteraad een stokje voor.
In tegenstelling tot de tramlijnen, die lijnnummers hadden, kregen de buslijnen lijnletters: A, B, C, D, etc. Lijn E werd in 1939 de buslijn die Amsterdam-Zuid met het nieuwe Amstelstation ging verbinden. Lijn F reed in Amsterdam-West. Lijn G was in 1925 de opvolger van de vroegere tram naar het dorp Sloten. Lijn H reed over de Amstelveenseweg naar de Kalfjeslaan.
In 1927 verscheen nog een buslijn K naar de Watergraafsmeer.

### Crisisjaren (de jaren dertig)
In 1930 verscheen lijn M naar Landelijk Noord. In 1932 verdween deze lijn weer. De lijnen naar Noord werden ingekort tot de Buiksloterweg en gingen niet meer met de pont mee.
Ook verscheen in de jaren dertig een tijdelijke lijn T naar een tentoonstelling in de nieuwe Centrale Markthallen aan de Jan van Galenstraat (thans Food center) en werd bij roeiwedstrijden in het Amsterdamse Bos vanaf 1937 een speciale busdienst ingesteld. Ook verscheen er een ongeletterde lijn naar de Fordfabrieken nabij de Hembrug. Binnen het bedrijf stond deze lijn administratief te boek als lijn Ff.
In 1938 werd de eerste tramlijn door een busdienst vervangen. De buslijn kreeg het lijnnummer van de tramlijn die hij verving: lijn 19 naar de Czaar Peterstraat.
Na de verlenging van tramlijn 9 naar de Watergraafsmeer in 1940 verdwenen de lijnen A en K.

### Oorlogsjaren (de jaren veertig)

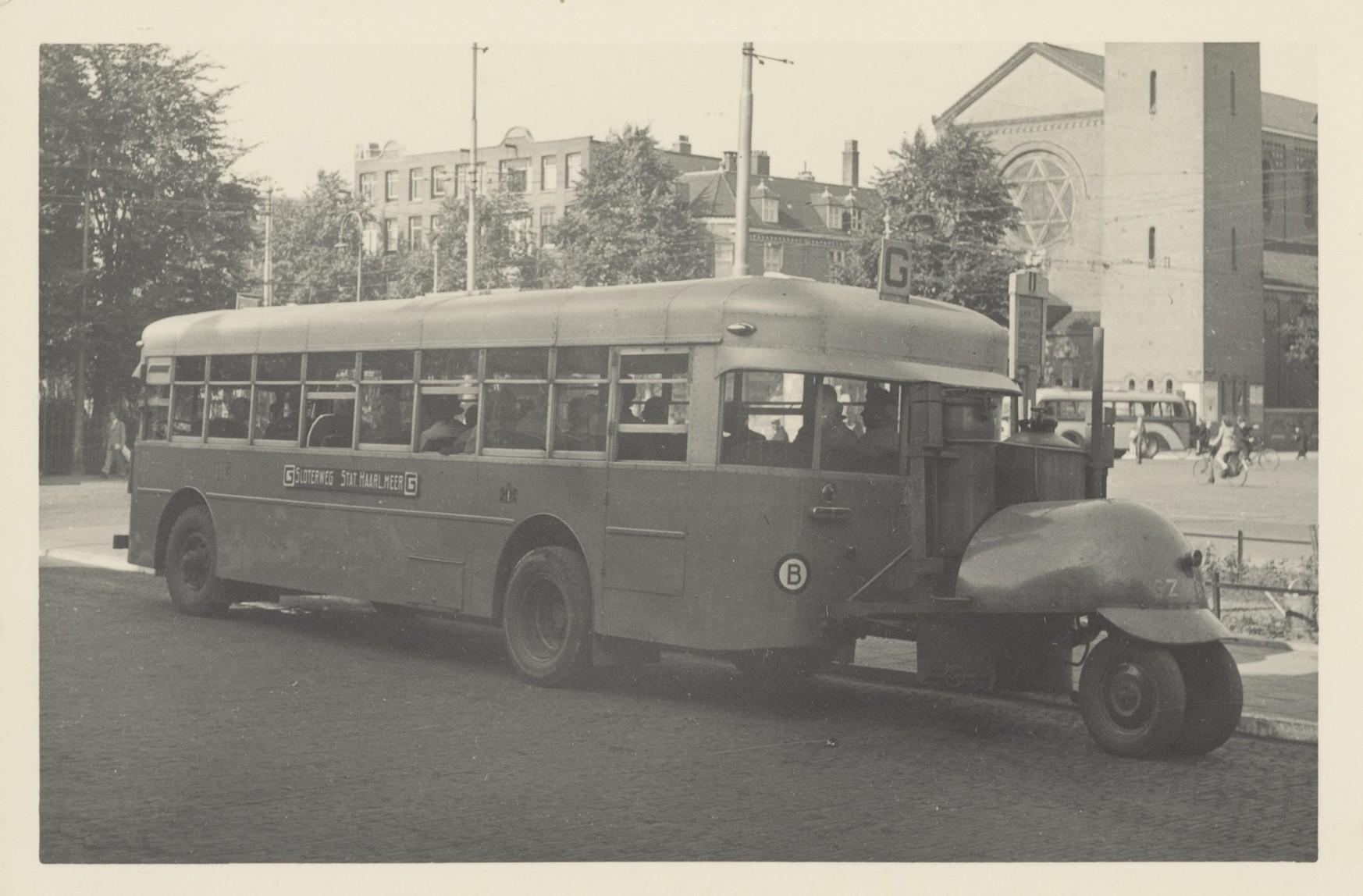
bus met houtgasgenerator

In de oorlogsjaren werd de exploitatie van de buslijnen steeds moeizamer door het gebrek aan brandstof. Men behielp zich met alternatieve brandstoffen en gebruikte houtgasgeneratoren achter de bussen. In de loop van de oorlog werden bijna alle buslijnen opgeheven. De opgeheven lijn H werd vervangen door de Haarlemmermeerspoorlijn (het Amsterdamse publiek kon op vertoon van het GVB-kaartje én bijbetaling van 5 cent met de trein reizen tot aan de Kalfjeslaan). Het langst hielden de lijnen B en C in Noord het vol.
Na de oorlog kwam door gebrek aan rijvaardig materieel het busnet slechts langzaam weer op gang.

### Bus vervangt tram (de jaren vijftig)
Ook kringlijn-22 rond het Centraal Station werd in 1944 opgeheven en in 1950 door een busdienst met hetzelfde lijnnummer vervangen. In 1951 werd de lijn verletterd tot buslijn K (Kringlijn). Lijn 19 werd nu veranderd in buslijn M.
Ook tramlijn 18 over de Haarlemmerweg naar Sloterdijk stond op de nominatie om door een busdienst te worden vervangen, maar dit geschiedde pas in 1951, dit werd buslijn L. De bestaande buslijn L in Noord werd verletterd in lijn A.
Lijn D werd ingesteld tussen het Amstelstation en het Javaplein en naar de havengebieden kwam in 1953 buslijn P te rijden.
In 1953 bestonden de buslijnen: A, B, C, D, E, F, G, H, K, M, L en P.
In de jaren vijftig werd de tram als 'ouderwets' beschouwd. Bij de verlenging van tramlijn 13 in september 1954 naar Slotermeer werd lijn F gewijzigd en nog geen week later werd de NZH-tram naar Sloterdijk vervangen door buslijn 14.
In 1955 werden de tramlijnen 11 en 12 naar de Indische Buurt, respectievelijk Spaarndammerbuurt, vervangen door buslijnen met dezelfde nummers. In 1956 werd tramlijn 17 naar het Surinameplein door een buslijn met hetzelfde lijnnummer vervangen.
Meer tramlijnen stonden op de nominatie, waaronder lijn 13, totdat de nieuwe gelede trams in 1957 hun intrede deden op de Leidsestraatlijnen 1 en 2. Lijn 13 werd uiteindelijk niet door een busdienst vervangen en was in 1954 al verlengd naar Slotermeer en werd later versterkt met een busspitslijn onder nummer 13S.
In 1956 verscheen op zondag de bosbus lijn 30 naar het Amsterdamse Bos (seizoenlijn). Ook kwam er een busverbinding met het nieuwe station Sloterdijk, waarheen de lijnen F, 14 en 21 werden gevoerd.
Naar de nieuwe uitbreidingswijken in de Westelijke Tuinsteden en Zuid zouden aanvankelijk alleen bussen gaan rijden. Zo waren in de jaren vijftig de nieuwe lijnen 13S, 20, 21 naar Geuzenveld en Slotermeer, lijn 22 en 23 naar Slotervaart en Osdorp en lijn 26 naar Buitenveldert ingesteld.
In 1957 werden door Verheul uit Waddinxveen als proef twee gelede bussen gebouwd (met een krachtbron van AEC) om te bezien of dit soort bussen veel verouderde trams konden vervangen. Uiteindelijk is het bij deze twee exemplaren gebleven. De twee bussen waren veel te traag, de motor leverde te weinig pk's.
In 1959 werd lijn 21 als dubbellijn met lijn 14 van Geuzenveld naar het Centraal Station verlegd in plaats van naar Sloterdijk. Ook werd er tijdens de bezoekuren van het Noodziekenhuis Zeeburg een lijn 11P ingesteld in aansluiting op lijn 11 vanaf de Insulindeweg.

### Ontwikkelingen in de jaren zestig
In 1960 kwam naar Slotervaart de nieuwe lijn 18 (dubbellijn met lijn 17) te rijden en verscheen lijn 19 in West. Lijn 22 verdween, maar in 1961 volgde een nieuwe sneldienst 22 naar Osdorp.
In 1962 werd lijn 17 beperkt tot een spitsuurdienst.
In 1962 kwam tramlijn 17 toch weer in dienst en ging via een nieuwe trambaan naar Osdorp rijden. Lijn 18 werd beperkt tot een aanvoerlijn van lijn 17.
In 1965 werd spitstramlijn 5 naar het Amstelstation door een buslijn met hetzelfde nummer vervangen die de gehele dag reed, maar via de Nieuwmarkt in plaats van de Munt. Na korte tijd werd buslijn 5 verlegd via de Transvaalbuurt.
In 1965 werden de letterlijnen E, F, G en L vernummerd in respectievelijk 15 (E + F), 29 (G + H) en 18 (L samengevoegd met de bestaande lijn 18). Voorts werden de sneldiensten 13S, 20 en 22 vernummerd in respectievelijk 45 (13S), 47 (20), 48 (22) en werden nieuw ingesteld 46 (Osdorp) en 49 (Buitenveldert).
In 1966 werden de letterlijnen A, B en C vernummerd in respectievelijk 34, 35 en 32. In 1967 werd lijn D vernummerd in lijn 8 en doorgetrokken naar Buitenveldert. Voorts werd een nieuwe sneldienst (44) naar de Watergraafsmeer ingesteld en werd lijn 26 naar het Leidseplein doorgetrokken.
Voorts verschenen in de jaren zestig lijnen naar het Westelijk Havengebied (40 en 42) en industriegebied Overamstel (41).
In 1966 werd bosbus 30 vernummerd in lijn 70.
Het busnet in Amsterdam-Noord was lang geïsoleerd geweest. Met de opening van de Schellingwouderbrug in 1957 kwam er in 1961 een rechtstreekse buslijn naar Oost (lijn 31).
In Landelijk Noord kwam sinds 1962 een 'microbus' te rijden. Deze kreeg hetzelfde lijnnummer als lijn 31 en men sprak toen van de grote en de kleine 31. Later werd de dienst uitgebreid naar uiteindelijk Holysloot en Zunderdorp en kreeg de lijn het nummer 30 (thans lijn 30 en 31).
Met de opening van de Coentunnel in 1966 kwam er een buslijn naar West (lijn 36).
Lijn 55 naar de Bijlmermeer werd ingesteld in 1968 (als dubbellijn met lijn 5) samen met Nederlandsche Buurtspoorweg-Maatschappij (NBM) 20 en 25. Lijn 44 werd toen opgeheven.
Met de opening van de IJtunnel in 1968 gingen de buslijnen 32, 34 en 35 naar het Centraal Station rijden, in plaats van naar de Tolhuispont.
De resterende letterlijnen K, M en P vernummerd in respectievelijk 22, 6 en 28 (= terugnummering) waarbij lijn 22 voortaan met de Tolhuispont mee ging en verder reed naar de Meeuwenlaan. Ook werd er in de spitsuren een lijn 22E ingesteld ter vervanging van het opgeheven IJ-veer III.
Eind 1968 werd lijn 37 ingesteld naar Molenwijk via Tuttifruttidorp.
In 1969 werd lijn 36 vanaf Molenwijk via Oud-Noord en Buikslotermeer doorgetrokken naar het Muiderpoortstation. Hierdoor kon lijn 31, na eerst nog enige tijd als spitsuurlijn te hebben gereden, worden opgeheven.
Op 4 mei 1969 werd het nachtbusnet ingesteld. Voortaan reden er iedere nacht de buslijnen 71 t/m 78 naar Amsterdamse wijken.
Opvallend hierbij was het lijnnummeringssysteem: De lage lijnnummers (lijn 5, 6, 8 en 11) en lijn 28 reden in Oost (hiervan kwam lijn 8 ook in Zuid en lijn 28 in West), de tien en twintig lijnen in West (lijn 12, 14, 15, 18, 19, 21, 23, 26 (Zuid), en 29 (deels Zuid), de lijnen in de 30 (alsmede lijn 22 later vernummerd in lijn 39) reden in Noord (lijn 36 kwam ook in West), de lijnen in de 40 waren industrie- (40-44) en spitslijnen (45-49), de lijnen in de 50 reden naar de Bijlmermeer, de lijnen in de 60 waren grensoverschrijdend (Amstelveen, Badhoevedorp later ook Schiphol) en de lijnen in de 70 waren met uitzondering van seizoenslijn 70, alle nachtlijnen. Seizoenslijn 70 (naar het Amsterdamse Bos) was feitelijk ook grensoverschrijdend: Het beginpunt lag namelijk in het Bos bij de start van de roeibaan op het grondgebied van de gemeente Amstelveen (anno 2014 zijn de 30-lijnen noordlijnen, de 40-lijnen alsmede lijn 65 en 66 oost-zuidlijnen en de hoge 10-, lage 20- en 60-lijnen westlijnen (behalve lijn 65 en 66). Lijn 22, 36, 48 en 62 rijden echter 'ook' in west).
Ook op 4 mei 1969 gingen de lijnen 65 en 66 naast de bestaande streekbuslijnen de verbinding tussen het centrum van Amsterdam, Leidseplein, en Amstelveen verzorgen. Ook kwam er integratie met de interlokale busdiensten van Maarse & Kroon en NBM, die in 1973 samengingen in Centraal Nederland (CN), en met de Eerste Noord-Hollandsche AutoBus Onderneming (Enhabo) in Amsterdam-Noord en Zaanstad.
In 1969 kwam lijn 33 naar Nieuwendam-Noord en werd de route van lijn 32 verlegd naar het Buikslotermeerplein. Lijn 37 werd een spitslijn en buiten de spits vervangen door Enhabo-lijn 4.

### De jaren zeventig
In 1970 werd er in de spitsuren een buslijn 32H ingesteld ter vervanging van het opgeheven IJ-veer IV naar de Hamerstraat.
In 1970 werd lijn 56 ingesteld vanaf het Weteringplantsoen naar de Bijlmermeer. De lijn werd voor de helft door de NBM gereden.
Lijn 29 werd vervangen door Maarse & Kroon-bussen naar Amstelveen enerzijds en door lijn 69 naar Badhoevedorp anderzijds.
Lijn 34 werd een door de Enhabo gereden spitslijn en buiten de spits vervangen door Enhabo-lijnen 1 en 2. Bij de volgende dienstregeling werd dit weer ongedaan gemaakt.
In 1971 werd gelijktijdig met de opening van het Station Bijlmer een ringlijn 57 ingesteld in de Bijlmermeer.
Lijn 19 werd verlengd van Osdorp naar Sloten, De sneldiensten 46 en 48 naar Osdorp verdwenen en er werd een nieuwe spitslijn 43 naar de Riekerhaven ingesteld.
In 1972 werd sneldienst 49 doorgetrokken naar de kantorenwijk Kronenburg in Amstelveen.
In 1973 werd lijn 11 verlengd naar het Flevohuis bij het Flevopark en werd lijn 11P ingekort tot dit huis. Lijn 6 werd vernummerd in lijn 29 en lijn 22 in lijn 39. Ook werd een nieuwe lijn 38 ingesteld ter versterking van lijn 36 op het drukste traject. Ook werd lijn 23 naar Buitenveldert doorgetrokken en kreeg lijn 8 in Buitenveldert een andere route. Voorts verscheen een nieuwe spitsuurlijn 46 van het Centraal Station naar het Industriegebied Amstel. In de Bijlmermeer werden lijn 55 en 56 gewijzigd, werd lijn 57 opgeheven en werden lijn 58 naar het Amstelstation en lijn 59 naar het Muiderpoortstation ingesteld. Lijn 58 werd geheel door Centraal Nederland gereden.
In 1974 werden de sneldiensten 45 en 47 naar Geuzenveld gecombineerd tot een nieuwe lijn 47. Ook werd lijn 18 van het Nassauplein doorgetrokken naar het Centraal Station en werd lijn 36 verlengd van het Bos en Lommerplein naar het Hoofddorpplein en via Banne Buiksloot verlegd. Het werd hiermee de langste buslijn die het GVB heeft gekend. Een deel van de ritten van lijn 19 werd doorgetrokken naar de Moezelhavenweg als lijn 19M.
In 1975 werden de lijnen 11 en 12 samengevoegd tot lijn 22 (en lijn 22P) en de lijnen 14 en 33 tot lijn 33. Ook verscheen als proef een lijntaxi over de Osdorperweg naar Halfweg. Na drie maanden werd de proef gestaakt. Een deel van de ritten van lijn 22 werd doorgetrokken naar de Moezelhavenweg als lijn 22M. Lijn 23 werd verlegd via de Vlaardingenlaan in plaats van de Plesmanlaan. Een nieuwe integratielijn 67 werd ingesteld tussen Amstelveen-Zuid en het Centraal Station, aanvankelijk alleen overdag. Op 30 december 1975 reed lijn 22P voor het laatst in verband met de sluiting van het Noodziekenhuis Zeeburg.
In 1976 werd een experiment gehouden met de 'stad-in-expres' in verband met de afsluiting van het Damrak. Het werd geen succes en verdween weer na zes weken. Ook werd lijn 21 verlegd via de Willem de Zwijgerlaan in plaats van de Admiraal de Ruijterweg. Naar Holendrecht verscheen een pendelbuslijn 54.
Tot de komst van de metro in 1977 bestonden de lijnen 5, 8, 15, 18, 19, 21, 22, 23, 26, 28, 29, 30, 32, 33, 34, 35, 36, 37, 38, 39, 40, 41E, 42, 43, 46, 47, 49, 54, 55, 56, 58, 59, 65, 66, 67, 69, 70, 71, 72, 73, 74, 75, 76, 77 en 78.
In 1977 werd de Amsterdamse metro in dienst gesteld, gedeeltelijk ter vervanging van de buslijnen naar Amsterdam-Zuidoost. Hierbij verdwenen de lijn 56 en 58 en werd lijn 55 ingekort tot het traject Weesperplein – Centraal Station. In 1980 bij de doortrekking van de metro naar het Centraal Station verdween ook deze lijn. Ook kwam er in 1977 een nieuwe lijn 31 van het Weesperplein naar Nieuwendam.
In 1978 werd lijn 5 vernummerd in lijn 56. Uiteindelijk werd deze lijn in 1987 opgeheven en gedeeltelijk vervangen door lijn 37. Spitslijn 37 (gereden door de Enhabo) werd vernummerd in lijn 4S, later 94S en keerde uiteindelijk terug naar het GVB als lijn 45 om later geheel opgeheven te worden.
Ook kwam er een nieuwe lijn 58 naar Station Zuid die in 1981 weer verdween.
In 1979 werd een deel van de ritten van lijn 22M nu als 22A verlengd naar Abberdaan, nabij Halfweg.

### De jaren tachtig
In 1980 werd Lijn 69 naar Badhoevedorp samengevoegd met CN-lijn 44 en later vernummerd in 179. Thans is dit lijn 145. Ter compensatie werd een deel van de ritten van lijn 19 doorgetrokken van Sloten naar Badhoevedorp. Lijn 22 kreeg een snellere route via de Oostelijke Eilanden.
In 1981 werd lijn 33 weer gesplitst in lijn 14 en 33. Lijn 19 werd doorgetrokken van Badhoevedorp naar Schiphol Centrum. Er bestonden toen twee lijnen 19: een korte naar Sloten en een lange naar Schiphol. Lijn 53 werd ingesteld tussen Holendrecht en Haarlemmermeerstation. Aanvankelijk reed tussen Gaasperplas en Nellestein een microbus. Voorts werd lijn 68 tussen Schiphol Centrum en Station Sloterdijk ingesteld ter vervanging van de lange Lijn 19 (thans: lijn 192 in het Schiphol Sternet).
In 1982 verdween buslijn 14 door de komst van tramlijn 14. Naar de nieuwbouw van Reigersbos en Gein verscheen lijn 44P. Ook verschenen dit jaar de winkelbuslijnen 36S en 38S, waardoor lijn 31 beperkt werd tot een spitslijn. In 1983 verdwenen deze lijnen weer. Ook werd een proef genomen met fietsbuslijn 36F. Door gebrek aan passagiers met fiets werd de proef al snel weer gestaakt.
In 1983 werd lijn 19 weer ingekort van Sloten naar Osdorp. Lijn 28 en 29 werden samengevoegd tot een lijn 28. Lijn 36, jarenlang de langste buslijn, werd opgedeeld in de lijnen 36, 37 en 38. In Zuidoost werden de lijnen 44, 44P, 50, 51, 53 en 59 vervangen door de lijnen 59, 60, 61 en 62. Hierbij verdween de ringlijn en ontstonden lijnen tussen Zuidoost en Muiderpoortstation (lijn 59), Haarlemmermeerstation (lijn 60) en Amstelstation (lijn 61). Lijn 62 was een interne lijn in Zuidoost.
In 1984 werden de doorgetrokken ritten van lijn 22 gecombineerd met de ritten van sneldienst 47 via het nieuwe viaduct over de Haarlemmerweg. Hiermee werd bespaard op lege ritten. Later kregen deze ritten het nummer 44. Ook werden er met speciaal voor de snelwegen aangepaste bussen versterkingsritten op VAD-lijnen 150 en 152 gereden tot 1986.
In 1986 werd lijn 64 ingesteld tussen Zaandam en Amstelveen, via de Westelijke Tuinsteden. Na korte tijd verviel het traject naar Zaandam weer. Ook werd sneldienst 48 ingesteld tussen Station Sloterdijk en Station Zuid via de ringweg A10. Deze lijn werd een groot succes. Aanvankelijk reed een deel van de ritten naar Station Bijlmer, later naar Amstelstation en Muiderpoortstation. Naderhand werden aan lijn 48 toegevoegd de lijnen 43 (Riekerhaven) en 48E; later 45 (IBM). Ook kwam er een winkelbuslijn 63 in Zuidoost naar het nieuwe winkelcentrum de Amsterdamse Poort. Deze lijn was echter al snel weer verdwenen.
In het Westelijk Havengebied werd in de avonduren en het weekeinde de telefoonbus ingevoerd waardoor men voorkwam dat bussen onnodig leeg hun ritten reden. Ook verschenen er twee tuinbussen naar Volkstuincomplexen in de De Eendracht en Driemond.
In 1988 werd lijn 61 gewijzigd naar Diemen Zuid in plaats van Amstelstation. Een jaar later werd het een ringlijn in Zuidoost. Lijn 59 reed voortaan via Reigersbos. Voorts verscheen servicelijn 29 in Osdorp en Slotervaart. Ook reed een tijdelijke nachtlijn 79 ter versterking van de drukke lijn 75.
In 1989 verdween als gevolg van het nieuwe traject van de tramlijnen 13 en 14 in Geuzenveld en Slotermeer sneldienst 47, als laatste sneldienst naar de Westelijke Tuinsteden. Ook werd lijn 19 verlegd van het Mercatorplein naar Station Sloterdijk en kreeg lijn 68 een snellere route via de Haarlemmerweg.

### De jaren negentig

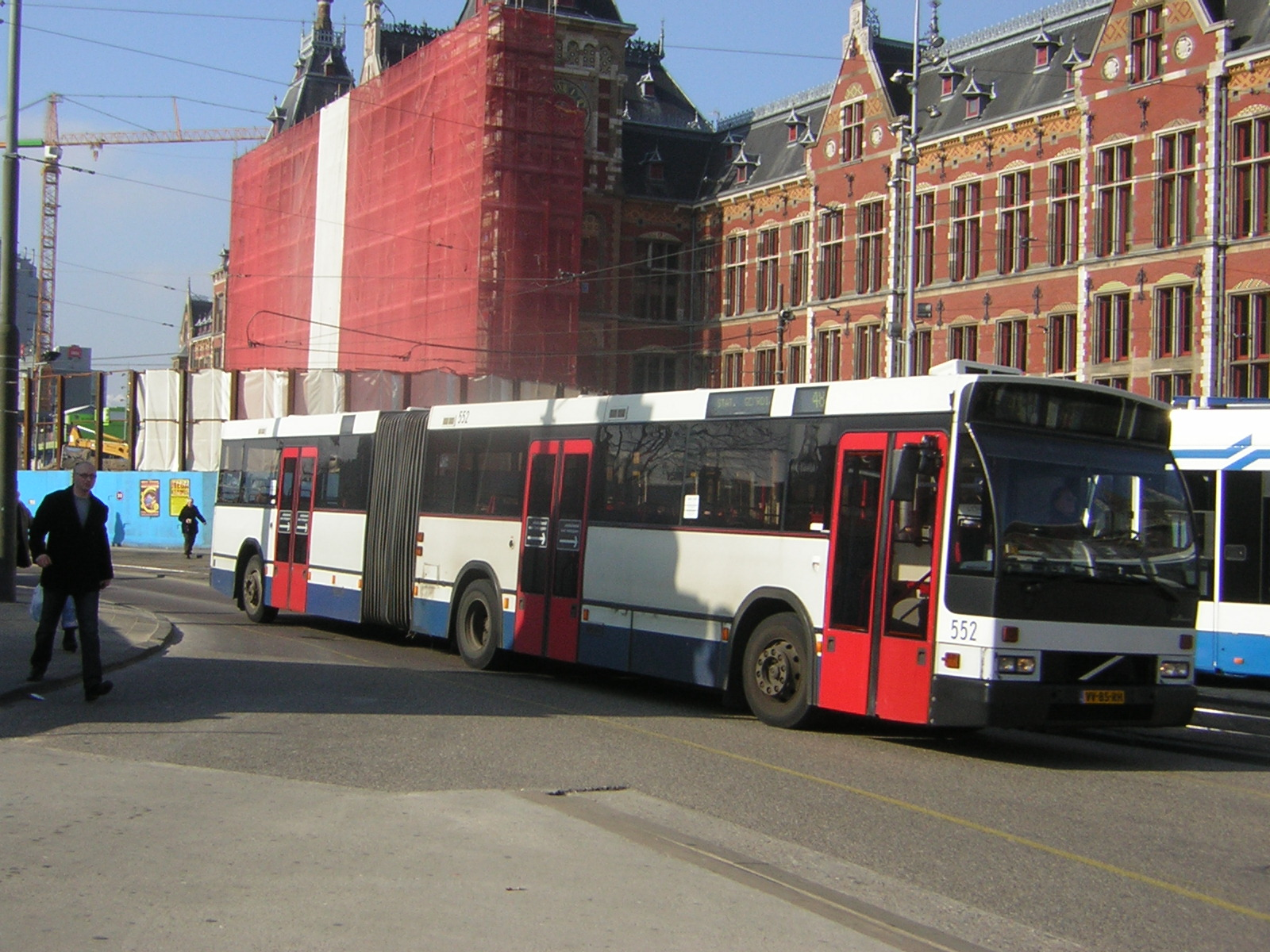
Bus 552 op lijn 34 voor het Centraal Station.

In 1990 versterkte het GVB de CN-lijn 173 met drie bussen in de spitsuren tussen het Amstelstation en de VU. Met de komst van de Amstelveenlijn verdween lijn 173 en dus ook de versterking.
In 1990 werd lijn 29 ingesteld tussen Landsmeer en het AMC via de nieuwe Zeeburgertunnel. Aanvankelijk als spitslijn maar later de hele dag. Vanaf 2000 reed deze lijn ook in de avond en het weekeinde.
In 1990 verving de Amstelveenlijn (sneltram 51) en de doorgetrokken lijn 5 een deel van de busdiensten van en naar Buitenveldert en Amstelveen. De lijnen 8, 26, 49, 65, 66 en 67 verdwenen toen en nieuw werden ingesteld lijnen 63 en 69/169. Lijn 23 werd ingekort tot Station Zuid en lijn 64 kreeg een andere route. Lijn 21 werd verlegd via de nieuwe wijk De Eendracht en lijn 23 werd verlengd naar de nieuwbouwwijk De Aker.
In 1991 verscheen een buslijn naar het Wetenschappelijk Centrum Watergraafsmeer. Aanvankelijk was dit lijn 66, later lijn 67 en thans lijn 40. Ook werd lijn 19 doorgetrokken van Osdorp naar Nieuw Sloten.
In 1991 verscheen een nieuwe spitslijn 49 tussen Station Sloterdijk en de Johan Huizingalaan, in 1992 werd de lijn doorgetrokken naar Station Zuid om twee jaar later weer geheel te verdwijnen. Ook kwam er een belbuslijn 148/149 tussen Buitenveldert en Amstelveen, Plein 1960, op zaterdag en zondag. Ook werd lijn 32 beperkt tot een daglijn en namen de lijnen 36 en 39 in de avonduren de route van lijn 32 waar. Na anderhalf jaar werd de oude situatie hersteld. Lijn 36 werd verlegd via Kadoelen naar het Centraal Station. Lijn 39 reed voortaan niet meer over de pont maar via de IJtunnel.
In 1993 werd lijn 15 doorgetrokken naar het Muiderpoortstation en lijn 69/169 ingekort tot het Amstelstation en voortaan gereden door CN (later NZH, Connexxion). Lijn 60 werd als gevolg van de komst van de Zuidtak (Spoorlijn Weesp - Leiden) ingekort tot Station Zuid in plaats van het Haarlemmermeerstation. Ook werd spitslijn 31 opgeheven, evenals lijn 39, maar deze kwam na korte tijd weer terug als ringlijn in Amsterdam Oud-Noord. Later werd de lijn doorgetrokken naar het Muiderpoortstation via het Oostelijk Havengebied.
In 1994 werd lijn 28 vervangen door lijn 32 (naar KNSM-eiland) en lijn 35 (naar Station Sloterdijk). De tak naar Sloterdijk werd later weer vervangen door de lijnen 48 en 49, deze wordt thans alleen door lijn 48 gereden. Lijn 28 werd beperkt tot spitslijn en lijn 46 naar industriegebied Amstel werd opgeheven. Lijn 19 en 64 werden omgezet in een ringlijn Station Sloterdijk – Westelijke Tuinsteden – Sloterdijk. Lijn 19 reed de ene richting en lijn 64 de andere. daarbij wisselde de lijnen in het begin op Sloterdijk van lijnnummer. In 1999 werd de lijn in Slotervaart weer geknipt.
Lijn 68 reed voortaan tussen Schiphol en Amstelveen in plaats van naar Station Sloterdijk. Dit ter vervanging van lijn 64. Ook werd een nieuwe sneldienst 60S ingesteld tussen de Gaasperplas en de kantorenwijk Kronenburg in Amstelveen via de A2.
Begin 1997 werd lijn 61 opgeheven. Ter compensatie reed lijn 59 voortaan vaker. Ook kreeg lijn 60 een snellere route in Gaasperdam. Ook in 1997 verving de metroringlijn 50 de lijnen 43, 45, 48 en 60S. Lijn 60 werd ingekort tot station Duivendrecht in plaats van Station Zuid. Lijn 60S werd verlegd via de A2, A9 en Plein 1960 in Amstelveen in plaats van alleen de A2 en de VU. Door de komst van de metroringlijn 50 daalde het vervoer op lijn 15 sterk. Deze lijn was vele jaren de drukste en frequentste buslijn van het net. Daarom reed deze lijn sinds 1986 met gelede bussen. Sinds 2006 rijden er weer standaardbussen. Lijn 68 werd weer naar Station Sloterdijk verlegd in plaats van Amstelveen. Ook de bosbus, lijn 70, verdween. Dit was de buslijn naar het Amsterdamse Bos die alleen op zondag in de zomer reed.
In 1999 werd lijn 43 ingesteld ter versterking van lijn 39, die eerder was doorgetrokken van het Centraal Station naar het Muiderpoortstation.
In de jaren negentig verschenen ook allerlei speciale buslijnen, zoals de 'Directbus' (lijn 280, 281, 282), Schiphol-lijnen (lijn 220, 222, 223, 227, 245, 247), 'Movers' (voor scholieren, lijn 31, later 310, 311, 312, 313, 314), 'Swab'-lijnen (Samen werken aan bereikbaarheid, 580, 581, 582, 583), 'Voetballijnen' (lijnen 801-805), 'Regionachtlijnen' naar Almere en Zaandam (lijn 700 en 701), 'Campingbus' (37E/370) en een 'Recreatiebus' naar Spaarnwoude (190).
Later werden de 'Movers', Direct-, SWAB-, Voetbal-, Regionachtlijnen, Camping-, Recreatie- alsmede de Tuinbussen, allemaal weer opgeheven. Alleen enkele Schiphollijnen rijden thans nog.
De buslijnen 501 en 502 ten behoeve van Flevo Ferries reden slechts kort.
Eind jaren negentig waren de volgende lijnen in dienst: 15, 18, 19, 21, 22, 23, 28, 29, 30, 32, 33, 34, 35, 36, 37, 38, 39, 39E, 40, 41, 42, 43, 44, 47, 59, 60, 60E, 60S, 62, 63, 64, 67, 68, 71, 72, 73, 74, 75, 76, 77, 78, 220, 222, 223, 227, 245, 247, 280, 281, 282, 310, 311, 312, 313, 314, 501, 502 en 581.

### Jaren 2000

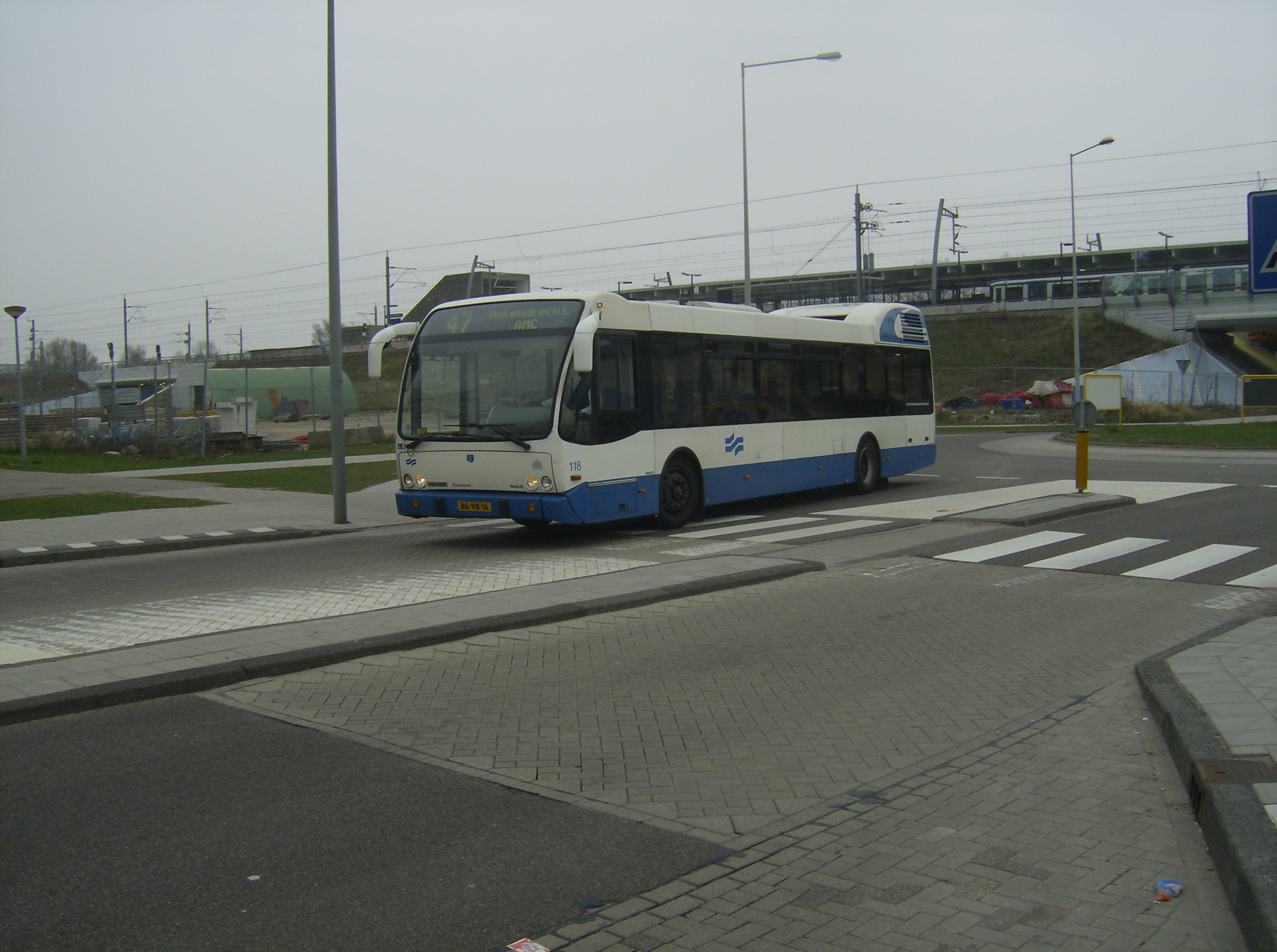
Amsterdam Holendrecht bus 118 op lijn 47

In 2000 werd het Schiphol Sternet ingevoerd. Lijn 68 werd vernummerd in lijn 192, terwijl het GVB lijn 69/169 overnam van Connexxion, dit werden lijn 199 alsmede lijn 149.
Voorts verdwenen de lijnen 60, 60E, 60S en 63 en kwamen nieuw in dienst lijn 61, 65/165 en 66 die deze lijnen gedeeltelijk vervingen.
In 2001 verscheen De Opstapper, een klein busje dat tegen het normale tarief over de Prinsengracht reed van het Centraal Station naar het Waterlooplein.
Ook in 2001 reed het GVB met zeegroen beplakte bussen een pendeldienst A en B voor Rijkswaterstaat in verband met de renovatie van de A10-West.
In 2002 ging de eerste buslijn rijden naar de nieuwe wijk IJburg, lijn 326. Deze werd in 2005 vervangen door de IJtram lijn 26. Lijn 59 werd naar het Centraal Station doorgetrokken. Ook werd ter versterking van lijn 19 een lijn 68 ingesteld tussen De Aker en Station Sloterdijk. Deze lijn reed alleen maandag tot en met zaterdag overdag.
In 2003 kwam er een nieuw nachtnet met 350'er- en 360'er-lijnen. Ook werden de lijnen naar het Oostelijk Havengebied gewijzigd met de nieuwe lijnen 42 en 43 in plaats van 28, 32, 39 en 59. Later kwam een lijn 164 naar Schiphol ter vervanging van Connexxionlijn 197.
In 2004 werd een nieuwe lijn 46 ingesteld tussen Station Sloterdijk en het Centraal Station. Deze volgde de gehele Haarlemmerweg en reed alleen maandag tot en met vrijdag overdag. Ook verviel lijn 49 omdat lijn 48 voortaan ook in de avonduren en het weekeinde over de hele route reed.
Op 28 mei 2006 werd het Amsterdamse busnet drastisch gewijzigd. In het nieuwe net ontstond onderscheid tussen 'verbindende' en 'ontsluitende' lijnen. De verbindende lijnen verzorgen de hoofdverbindingen; hieronder vallen de metro- en de meeste tramlijnen, maar ook een aantal buslijnen. De ontsluitende lijnen sluiten de buurten en wijken aan op dat hoofdnet. Deze onderverdeling werd ook gemaakt in de aanbesteding door de opdrachtgever, het ROA.
Opgeheven zijn de lijnen 23, 29, 39, 59, 61, 65, 66, 67, 68 en 164; nieuw ingesteld zijn de lijnen 31, 40, 41, 44, 45, 47, 49, 62, 63 en 195, terwijl van de lijnen 18, 21, 30, 33, 36, 37, 38 en 64 de route ingrijpend is gewijzigd. Een aantal buslijnen is overgegaan van GVB naar streekvervoerder Connexxion: 65 en 66 (onder nieuw lijnnummer 165 en 166), 149 en 199. Daarentegen gingen de lijnen 136 en 177 (nieuwe lijnnummers 44 en 49) van Connexxion naar GVB. Van lijn 136 betrof het alleen het traject Amstelstation – Diemen. Voorts vervingen de lijnen 44 en 45 het opgeheven stadstraject van de BBA-lijnen 120 en 126.
In juni 2007 werd lijn 46 ingesteld ter vervanging van de opgeheven lijn 29 tussen het Buikslotermeerplein en het AMC. Deze lijn rijdt via Diemen en Duivendrecht maandag tot en met zaterdag overdag.
Met de jaardienst 2008 werd ter versterking van lijn 15 een lijn 315 ingesteld tussen Station Sloterdijk en Station Zuid, werd lijn 244 opgeheven en werd lijn 46 in Bullewijk verlegd ter compensatie van de opgeheven lijn 244. Voorts werd 'De Opstapper' doorgetrokken van het Centraal Station naar het Oosterdokseiland (nieuwe Openbare Bibliotheek) en werd de naam veranderd in 'Stop-Go'.
Met de jaardienst 2009 zijn de lijnen 19 en 63 in Osdorp, Slotervaart en Nieuw Sloten van route gewisseld en werd er ter versterking van lijn 195 een lijn 95 tussen het Slotervaartziekenhuis en station Lelylaan ingesteld.
Voorts werd het nachtnet ingrijpend gewijzigd, waarbij de lijnen 351, 356 en 362 kwamen te vervallen en de lijnen 348, 360 en 392 nieuw werden ingesteld.
Vanaf 8 april 2009 rijdt er een spitslijn 240 ter versterking van lijn 40 tussen het Wetenschappelijk Centrum Watergraafsmeer en het Amstelstation. Tevens rijdt lijn 40 sindsdien een lus door het Wetenschappelijk Centrum.
Op 24 augustus 2009 werd een nieuwe buslijn 66 ingesteld tussen station Bijlmer ArenA en IJburg (Ruisrietstraat) via de Maxisweg.

### Jaren 2010

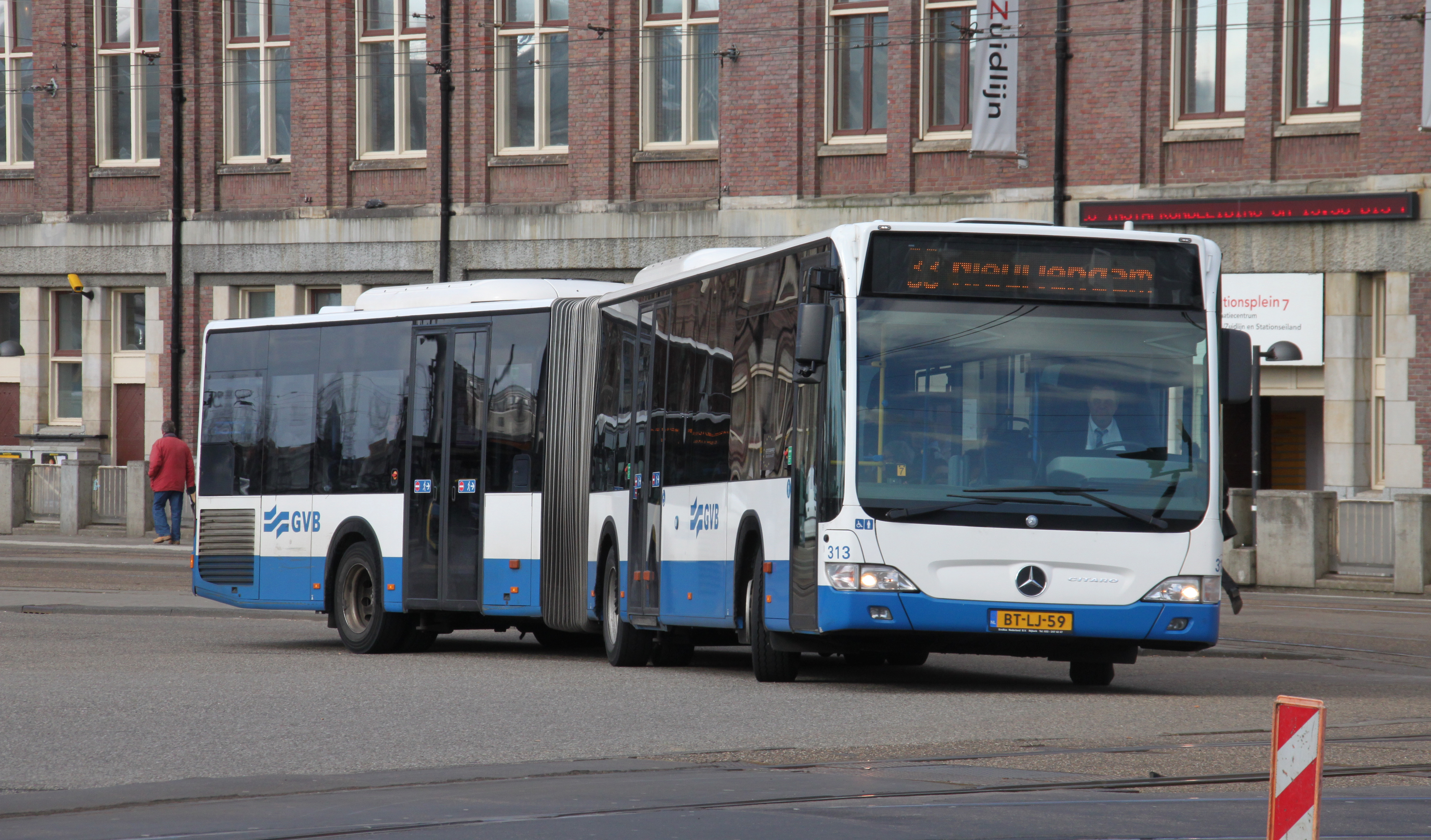
Gelede bus 313 op lijn 33 voor het Centraal Station.

Vanaf de jaardienst 2010 werd een buslijn 60 ingesteld van Station Sloterdijk naar de Nassaukade via de Staatsliedenbuurt en werd er een buslijn 65 ingesteld van Station Zuid naar het KNSM-eiland ter vervanging van lijn 15, die werd ingekort tot het traject Station Sloterdijk – Station Zuid. Voorts werd Spitsbus 315 opgeheven omdat buslijn 15 vaker ging rijden. Voorts werd ook buslijn 41 ingekort tot het Muiderpoortstation. Het traject tussen de Molukkenstraat en het KNSM-eiland werd overgenomen door buslijn 65.
Vanaf begin februari 2010 werd spitslijn 268 ook in de middag ingesteld in verband met onverwachte drukte vanaf de ALO.
Vanaf de jaardienst 2011 werd lijn 34 verlegd vanaf Banne Buiksloot naar het Buikslotermeerplein ter vervanging van lijn 36 die werd verlegd via Floradorp naar de Meeuwenlaan. Lijn 336 werd opgeheven.
Lijn 38 ging vanaf het Mosplein via de nieuwe wijk Overhoeks rijden. Lijnen 40 en 240 kregen een aangepaste route in het Wetenschappelijk Centrum Watergraafsmeer. Bij Station Sloterdijk kwam het nieuwe busstation in gebruik.
De Stop/GO is op 1 januari 2011 als gevolg van bezuinigingen opgeheven.
Op 14 oktober 2011 keerde de Stop/Go terug, maar nu onder de naam Amsterdam City Circle Line. De lijn werd nu gereden door een particulier die een subsidie van de gemeente heeft ontvangen. De lijn reed echter maar in één richting en vanaf de Stopera werd via de Nieuwmarkt naar de bibliotheek gereden. Er was slechts een beperkte dienst en een speciaal tarief.
Op 11 december 2011 gingen de lijnen 192 en 195 naar Connexxion waarbij lijn 192 tot Osdorp werd ingekort en lijn 195 beperkt werd. Ter gedeeltelijke compensatie bleef lijn 95 tot het eind van het jaar rijden.
Op 1 januari 2012 ging de nieuwe dienstregeling in. Door bezuinigingen werd een aantal buslijnen opgeheven of gewijzigd.
Opgeheven werden de lijnen: 19, 42, 43, 60, 95, 136, 232, 233, 238, 239, 268, 360 en 392. Het Westelijk Havengebied heeft daarmee, behalve lijn 231, geen GVB-busdiensten meer. Als alternatief wordt verwezen naar de particuliere 'Westpoortbus'.
De belbusritten op lijn 30 en 31 in de avonduren en het weekeinde werden opgeheven.
Nieuw ingesteld werden lijn 69 en nachtlijn 369 van Station Sloterdijk naar Schiphol, volgens de route van de oude lijnen 19 en 195 en lijn 61 van Station Sloterdijk via de oude route van lijn 192 naar Osdorp en verder naar Nieuw Sloten.
Lijn 15 kreeg tussen Station Sloterdijk en het Bos en Lommerplein een directe route via de A10.
Lijn 36 werd ingekort tot het BovenIJ Ziekenhuis waardoor Floradorp zijn busverbinding verloor. De lijnen 42 en 43 werden opgeheven en vervangen door een verlengde buslijn 48, die naar het Borneo-eiland werd verlegd, waardoor het KNSM-eiland zijn verbinding met het Centraal Station verloor.
Lijn 46 werd gecombineerd met lijn 136 tot één lijn van het Amstelstation via Diemen en Duivendrecht naar station Bijlmer.
Het traject door de Zeeburgertunnel naar Noord verdween. Hierbij kreeg lijn 41 een kortere route door Duivendrecht.
Lijn 49 kreeg in Weesp een sterk verkorte route en rijdt alleen nog maandag tot en met vrijdag overdag. De wijk Aetsveld en het industrieterrein worden hierbij niet meer aangedaan. Lijn 63 herkreeg zijn oude route in Slotervaart van voor 2009.
Lijn 240 kreeg in de tegenspitsrichting een verlegging ter versterking van lijn 65.
Van 7 mei tot medio juli 2012 was de Berlagebrug wegens werkzaamheden gestremd voor het busverkeer. Hierbij was lijn 65 tijdelijk ingekort tot het traject KNSM-laan – Amstelstation en was lijn 62 vanaf de Waalstraat via de route van lijn 65 tijdelijk verlegd naar station Zuid. Hierbij werd dit traject met een tweederdefrequentie (overdag) of gehalveerde frequentie (avond en zondag) bediend.
Met de nieuwe jaardienst 2013 werd de route van lijn 22 in Oost verlegd via de Cruquiuskade, Panamalaan, Cruquiusweg, Veelaan, Molukkenstraat en de Insulindeweg naar het nieuwe eindpunt Muiderpoortstation. Lijn 48 werd in Sloterdijk verlegd via de Kingsfordweg en Sloterdijkerweg in plaats van via de Transformaterweg. De middagrit van lijn 249 verviel.
Door wegwerkzaamheden in Gaasperdam werden in september 2013 de lijnen 45 en 47 tijdelijk ingekort tot de Gaasperplas waarbij een tijdelijke lijn 74 van de Gaasperplas via de Karspeldreef naar Holendrecht reed en vandaar met een lus via Gein en Reigersbos weer naar Holendrecht en de Gaasperplas. Het station Holendrecht werd hierbij niet aangedaan.
Met de jaardienst 2014 werd lijn 46 wegens gebrek aan passagiers opgeheven. De lijnen 36, 38 en 64 kregen beperkte exploitatie-uren en rijden niet meer in de avonduren na 20.00 uur (lijn 36 wel maandag-vrijdag na 20.00 uur) en op zondagmorgen voor 11.00 uur. Lijn 69 kreeg een spitsversterkingslijn 269 in de ochtendspits.
Met de jaardienst 2015 werd lijn 22 verlegd van de Zaanstraat naar de Houthaven en werd lijn 62 in Buitenveldert verlegd via Station Zuid, daardoor wordt voortaan alleen nog maar het oostelijk gedeelte van de wijk bediend. De lijnen 32, 33, 34 en 35 werden verlegd naar het nieuwe Busstation IJzijde. Lijn 64 en spitslijn 230 werden geheel opgeheven. Daarentegen werd een nieuwe spitslijn 246 ingesteld tussen Zeeburg en Schiphol.
Op 17 juli 2015 werd lijn 21 rechtgetrokken via de gehele Aalbersestraat en verviel de bediening van De Eendracht, waarbij een Amsterdamse woonwijk geheel zonder openbaar vervoer kwam te zitten. In verband met een langdurige omleiding van lijn 69, waardoor de lijn Geuzenveld niet aandeed, reed lijn 61 tijdelijk ook in de avonduren en op zondag.
Met de jaardienst 2016 werden de westelijke eindpunten van lijn 22 en 48 omgewisseld en werd lijn 36 vanaf Banne Buiksloot weer verlengd naar het Buikslotermeerplein. Ook werd lijn 41 verlegd van de Gaasperplas naar Holendrecht, werd lijn 45 geheel opgeheven en gedeeltelijk vervangen door de lijnen 41 en 44. In Nieuw Sloten werd lijn 61 verlegd via de westpoot van de Laan van Vlaanderen. De nachtlijnen werden vernummerd in de 700-reeks. Ook werden door een particulier een tweetal buslijntjes in Buitenveldert gefinancierd ter compensatie van de rechtgetrokken lijn 62. Hierbij stelt het GVB de busjes en het personeel beschikbaar op kosten van de particulier.
Op 2 mei 2016 werd een spitslijn 248 ingesteld ter versterking van lijn 48 in één richting van het Centraal Station naar de Houthavens en in de middagspits omgekeerd.
Op 2 januari 2018 werd de particuliere busdienst van Jan de Wit tussen metrostation Henk Sneevlietweg en de IBM door het GVB overgenomen als lijn 68 maar vooralsnog nog door Jan de Wit geëxploiteerd. Op 3 februari 2018 werden de lijnen 30 en 31 (als proef) omgezet in een belbus en geëxploiteerd door RMC ook in de avonduren en weekeinde. Ook lijn 49 werd in de avonduren en weekeinde weer ingesteld, nu als belbus tussen Gaasperplas, Driemond en Weesp, ook geëxploiteerd door RMC. Op 14 mei 2018 werd spitslijn 267 ingesteld tussen de Anderlechtlaan en het John M. Keynesplein.
Op 22 juli 2018, bij de ingebruikname van metrolijn 52, werd het busnet, met name in Amsterdam-Noord, ingrijpend gewijzigd waarbij er niet meer naar het Centraal Station wordt gereden. De lijnen 32 en 33 werden opgeheven, het restant van de lijnen 32 en 35 werd bij station Noorderpark gecombineerd tot één lijn 35. Lijn 34 werd vanuit Noord ingekort tot dit station, lijn 36 werd verlegd via de oude route van de lijnen 38 en 37 naar het Olof Palmeplein, lijn 37 werd vanuit Oost ingekort tot station Noord en lijn 38 werd vanuit Molenwijk ingekort tot de Vuurwerkerweg en verlegd door de Buikslotermeer naar station Noord. Verder werd lijn 269 opgeheven. De nachtbussen kregen de lijnnummers 281...293.
Op 9 december 2018 werden de lijnen 30 en 31 omgezet in een belbus geëxloiteerd door een derde evenals de route van lijn 49 in de avonduren en weekeinden.
Van 3 maart 2019 tot en met 12 december 2020 werd lijn 55 ingesteld tussen Station Zuid en Amstelveen Westwijk ter vervanging van sneltram 51. Op 7 april 2019 werd lijn 36 weer een volwaardige lijn maar ingekort en verlegd in één richting door Amerbos. Voorts werd lijn 249 opgeheven.

### Sinds 2020
Op 16 december 2019 werd een spitslijn 222 ingesteld van Sloterdijk naar de Houthavens en werd spitslijn 240 een spitslijn in één richting waarbij de leegritten worden ingezet op een nieuwe spitslijn 265 ook in één richting maar dan ter versterking van de route van lijn 65 tussen Muiderpoortstation en Amstelstation. De nachtlijnen kregen voor de vijfde maal een ander lijnnummer waarbij de 2 werd vervangen door de letter N maar de laatste twee cijfers ongewijzigd bleven. Ook werd in de weekenden een nieuwe nachtlijn N86 ingesteld tussen het Centraalstation en station Bijlmer.
Op 3 januari 2021 werd lijn 48 gespitst in lijn 43 (oostelijk deel) en 48 (westelijk deel), werd lijn 61 ingekort tot het traject Sloterdijk-Osdorpplein en werd lijn 69 vervangen door R-netlijn 369. Op 4 oktober 2021 werden de spitslijnen 232 en 233 opnieuw ingesteld, met een aangepaste route in Westpoort, uitgevoerd door Jan de Wit.
Op 8 december 2023 werd lijn 41 verlegd van het Muiderpoortstation naar het Amstelstation, lijn 43 recht getrokken over de Piet Heinkade ipv. Kattenburgerstraat en lijn 65 vanuit het KNSM-eiland ingekort tot het Amstelstation. Op 15 december 2024 werd R-net lijn 360 ingesteld van station Bijlmer naar het Strandeiland op IJburg. Op 2 maart 2025 keerde lijn 21 met de helft van de ritten terug in De Eendracht.

## Lijnen gereden door het GVB
De onderstaande lijnen zijn tussen 1908 en heden door het GVB gereden (tijdelijke metropendeldiensten en pendeldiensten in opdracht van derden zijn niet vermeld)

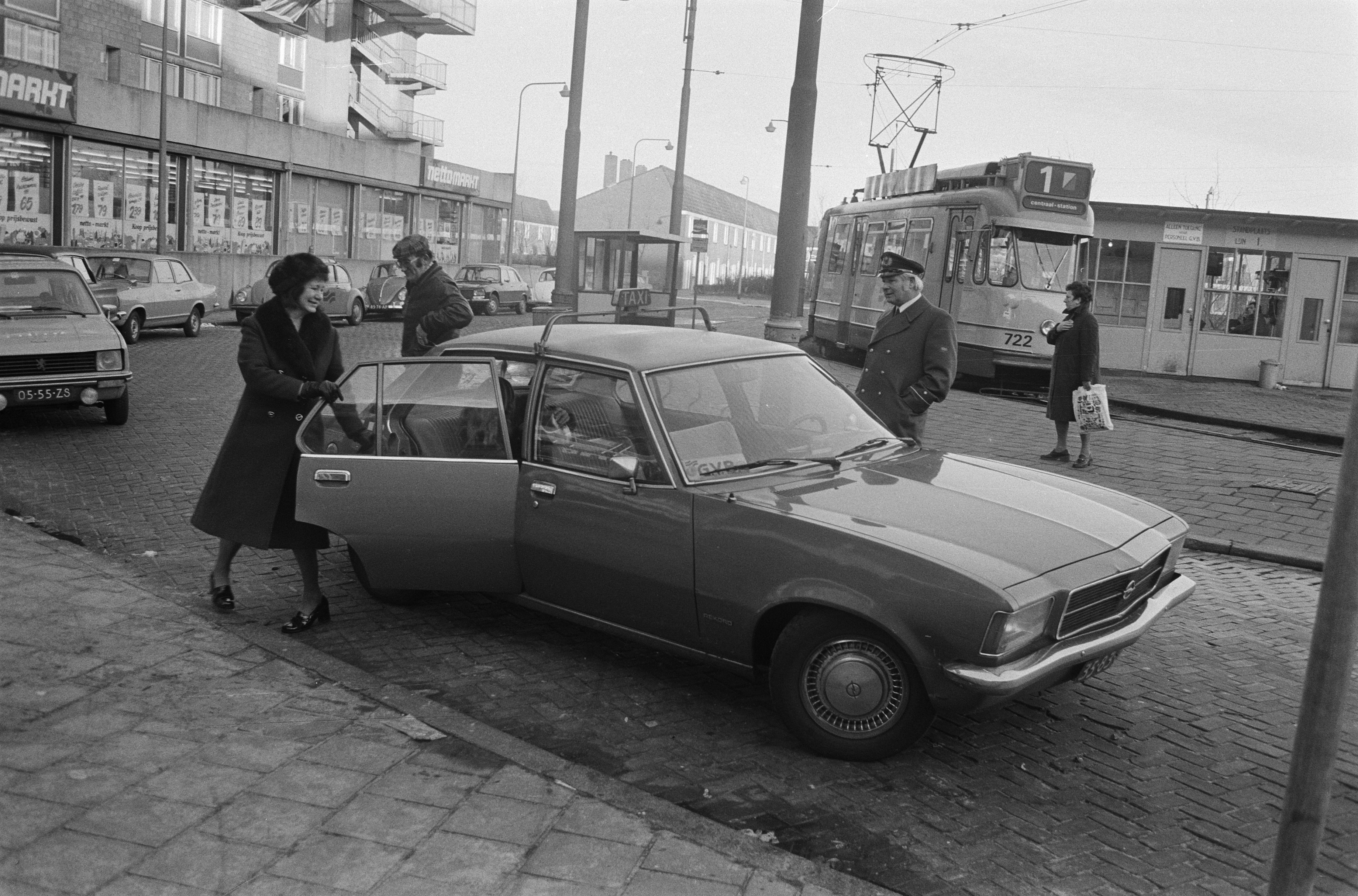
Lijntaxi op het Dijkgraafplein op 1 februari 1975

In 1975 reed er een lijntaxi in Oud Osdorp, in 1976 een stadinexpres.
In de jaren tachtig twee tuinbuslijnen naar volkstuinen en van 2001 tot 2010 De Opstapper/Stop-Go, alle zonder lijnnummer. Daarnaast zijn er bij stremmingen ongenummerde tram-, trein-, pont- en metro-vervangende buslijnen geweest. Voorts speciale buslijnen naar bijvoorbeeld parkeerterreinen of tentoonstellingsterreinen.

### Letterlijnen
A, B, C, D, D-extra, E, F, G, H, K, L, M, P, T alsmede een ongeletterde/nummerde Fordlijn. De Fordlijn stond bij het GVB administratief te boek als lijn Ff (afkorting voor Fordfabriek). De lijnen I, J, O, Q, X en Y werden om reden van onduidelijkheid niet gebruikt terwijl de lijnen N, R, S, U, V, W en Z nooit hebben bestaan.
- Twee keer hebben bestaan de lijnen A, D, E, F, K en M
- Drie keer heeft bestaan lijn L

### Cijferlijnen
5, 6, 8, 11, 11P, 12, 13S, 14, 15, 17, 18, 19, 19M, 19S, 20, 21, 22, 22A, 22E, 22M, 22P, 23, 26, 28, 29, 30, 30E, 31, 31K, 32, 32H, 33, 34, 35, 35E, 36, 36F, 36S, 37, 37E, 38, 38S, 39, 39E, 40, 41, 41E, 42, 43, 44, 44P, 45, 46, 47, 48, 48E, 49, 50, 51, 53, 54, 55, 56, 57, 58, 59, 60, 60E, 60S, 61, 62, 63, 64, 65, 66, 67, 68, 69, 70, 95, 136, 141, 148, 149, 164, 165, 173, 190, 192, 195, 199, 220, 222, 223, 227, 228, 229, 230, 231, 232, 233, 235, 237, 238, 239, 240, 245, 246, 247, 248, 249, 259, 265, 267, 268, 280, 281, 282, 310, 311, 312, 313, 314, 315, 326, 338, 360, 364, 370, 461, 463, 501, 502, 580, 581, 582, 583, 700, 701, 801, 802, 803, 804, 805.
De lijnen 1, 2, 3, 4, 7, 9, 10, 16, 24, 25, 27 en 52 hebben als lijnnumer voor buslijnen onder de 80 nooit bestaan
- Twee keer hebben bestaan de lijnen 6, 19, 28, 37, 39, 42, 43, 54, 56, 57, 58, 60, 62, 65, 67, 222, 248, 315 en 360
- Drie keer hebben bestaan de lijnen 14, 30, 40, 41, 47, 48, 55, 65, 68 en 69
- Vier keer hebben bestaan de lijnen 29, 45, 49, 63 en 66
- Vijf keer hebben bestaan de lijnen 22, 31, 44, 46, 61 en 64

### Hernoemingen

##### Verletteringen
- Lijn L werd lijn A in 1951
- Lijn 18 (tram) werd lijn L in 1951
- Lijn 19 werd lijn M in 1938
- Lijn 22 werd lijn K in 1951

#### Vercijferingen
- Lijn A werd lijn 34 in 1966
- Lijn B werd lijn 35 in 1966
- Lijn C werd lijn 32 in 1966
- Lijn D werd lijn 8 in 1967
- Lijnen E en F werden lijn 15 in 1965
- Lijnen G en H werden lijn 29 in 1965
- Lijn L en 18 werden lijn 18 in 1965
- Lijn K werd lijn 22 in 1968
- Lijn M werd lijn 6 in 1968
- Lijn P werd lijn 28 in 1968

De lijnen 21 en 22 werden in 1956 geprojecteerd als lijn R en lijn S.

#### Vernummeringen
- Lijn 5 werd lijn 56 in 1978
- Lijn 6 werd lijn 29 in 1973
- Lijn 8 werd lijn 69 in 1990
- Lijn 11 en 12 werden lijn 22 in 1975
- Lijn 13S werd lijn 45 in 1965
- Lijn 14 en 33 werden lijn 33 in 1975
- Lijn 20 werd lijn 47 in 1965
- Lijn 22 werd lijn 46 in 1965
- Lijn 22 werd lijn 39 in 1973
- Lijn 23 werd lijn 63 in 2006
- Lijn 29 werd lijn 46 in 2007
- Lijn 30 werd lijn 70 in 1966
- Lijn 30 werd lijn 90 in 1978
- Lijn 30 werd lijn 31 (deeltraject) in 2006
- Lijn 31 werd lijn 229 in 2003
- Lijn 35E werd lijn 46
- Lijn 37 werd lijn 4S (later 94S) in 1978
- Lijn 39E werd lijn 235
- Lijn 48E werd lijn 45
- Lijn 40 werd lijnen 238 en 239 in 2003
- Lijn 41 werd lijn 231 in 2003
- Lijn 41E werd lijn 46
- Lijn 42 werd lijn 232 in 2003
- Lijn 47 werd lijnen 233 en 237 in 2003
- Lijn 49 werd lijn 48 in 2004
- Lijn 62 werd lijn 228 in 2003
- Lijn 67 werd lijn 40 in 2006
- Lijn 90 werd lijn 30 in 1984
- Lijn 94S werd lijn 45 in 1983
- Lijn 136 werd lijn 46 in 2012
- Lijn 310 werd lijn 338 in 2003
- Lijn 312 werd lijn 315 in 2003
- Lijn 313 werd lijn 364 in 2003

## Geen busdiensten binnen Amsterdam
Binnen de gemeente Amsterdam zijn er plekken waar geen GVB-busdiensten (meer) rijden of reden, dit betreft:
- Jordaan (afgezien van lijn 14 in 1908 en De Opstapper/Stop-Go van 2001 tot 2010)
- Sloten (door het oude dorp, hier reed lijn G tot 1965), wel streekvervoer
- Kadoelen (alleen lijn 36 reed van 1992 tot de komst van de busbaan, langs Kadoelen, daar)
- Landelijk Noord (tot 1966 en sinds 2018; wel in 1930 en 1931), wel afroeptaxi
- Driemond (1966-2006), wel streekvervoer
- Amstelveenseweg (1970-2006, sinds 2015 (lijn 29 werd vervangen door Maarse & Kroon-bussen en lijn 62 verdween uit Buitenveldert-West in 2015)
- Amsterdamse Bos (van 1956 tot 1997 reed hier bosbus lijn 70)
- Industriegebied Schinkelhaven (hier reden lijn 43 en 44)
- Amstel III (hier reden lijn 62 en 60S), wel streekvervoer
- Deel Westpoort (hier reden tot 2012 lijn 232, 233), wel streekvervoer
- De Eendracht (2015-2025)

## Busdiensten buiten Amsterdam
Behalve in Amsterdam rijdt het GVB momenteel ook (nacht) busdiensten in Amstelveen, Diemen, Duivendrecht, Schiphol en Weesp (sinds 2022 wel gemeente Amsterdam). In Diemen en Duivendrecht heeft het GVB het alleenrecht op busvervoer.
In het verleden reed het GVB ook busdiensten in de volgende plaatsen:
- Zaandam (lijn 64, 701)
- Landsmeer (lijn 29)
- Almere (lijn 282, 700)
- Amstelveen (alleen nachtlijn N84 momenteel wel)
- Badhoevedorp (lijn 192, 68, 19)
- Halfweg (lijntaxi)
- Uithoorn(lijn 249)
- Haarlem (lijn 581)
- Muiden (lijn 66)

## Huisvesting
- Remise Tollensstraat
- Garage Oost
- Garage Noord
- Garage West